# IC 2993
IC 2993 — галактика типу C (компактна галактика) у сузір'ї Велика Ведмедиця.
Цей об'єкт міститься в оригінальній редакції індексного каталогу.